# Municipio de Penn (condado de Berks)
El municipio de Penn (en inglés, Penn Township) es un municipio del condado de Berks, Pensilvania, Estados Unidos. Tiene una población estimada, a mediados de 2022, de 2147 habitantes.
Abarca una zona exclusivamente rural.

## Geografía
Está ubicado en las coordenadas 40°25′50″N 76°4′38″O / 40.43056, -76.07722 (40.430682, -76.077122).

## Demografía
Según el censo de 2000, en ese momento los ingresos medios de los hogares eran de $55,000 y los ingresos medios de las familias eran de $62,721. Los hombres tenían ingresos medios por $41,821 frente a los $26,010 que percibían las mujeres. Los ingresos per cápita eran de $22,621. Alrededor del 3.4% de la población estaba por debajo del umbral de pobreza.
De acuerdo con la estimación 2017-2021 de la Oficina del Censo, los ingresos medios de los hogares son de $87,031 y los ingresos medios de las familias son de $109,500. Alrededor del 3.6% de la población está por debajo del umbral de pobreza.